# Сусјешно
Сусјешно је насељено мјесто у Републици Српској у општини Фоча који припада Босни и Херцеговини. Према попису становништва из 1991. у насељу је живјело 179 становника.
Овом, мало насељеном мјесту данас, 1962. године је припојено мјесто Горња Брда.

## Географија
Насеље се налази у југоисточном делу Босне и Херцеговине и део је ентитета Републике Српске. Налази се на лијевој страни обале Дрине, сјеверно од Градца, наспрам Фоче и Превраћа. Са сјеверне стране овог насеља тече и Сусјешни поток.
Смјештено је око 5 km од Фоче.

## Становништво
| Народ     | Попис 1961. | Попис 1971. | Попис 1981. | Попис 1991. |
| --------- | ----------- | ----------- | ----------- | ----------- |
| Хрвати    |             | 2           | 2           | 1           |
| Муслимани | 275         | 271         | 259         | 255         |
| Срби      | 45          | 151         | 120         | 105         |
| остали    |             | 3           | 2           |             |
| Укупно    | 323         | 426         | 383         | 361         |